# Gottfrid av Saint-Omer

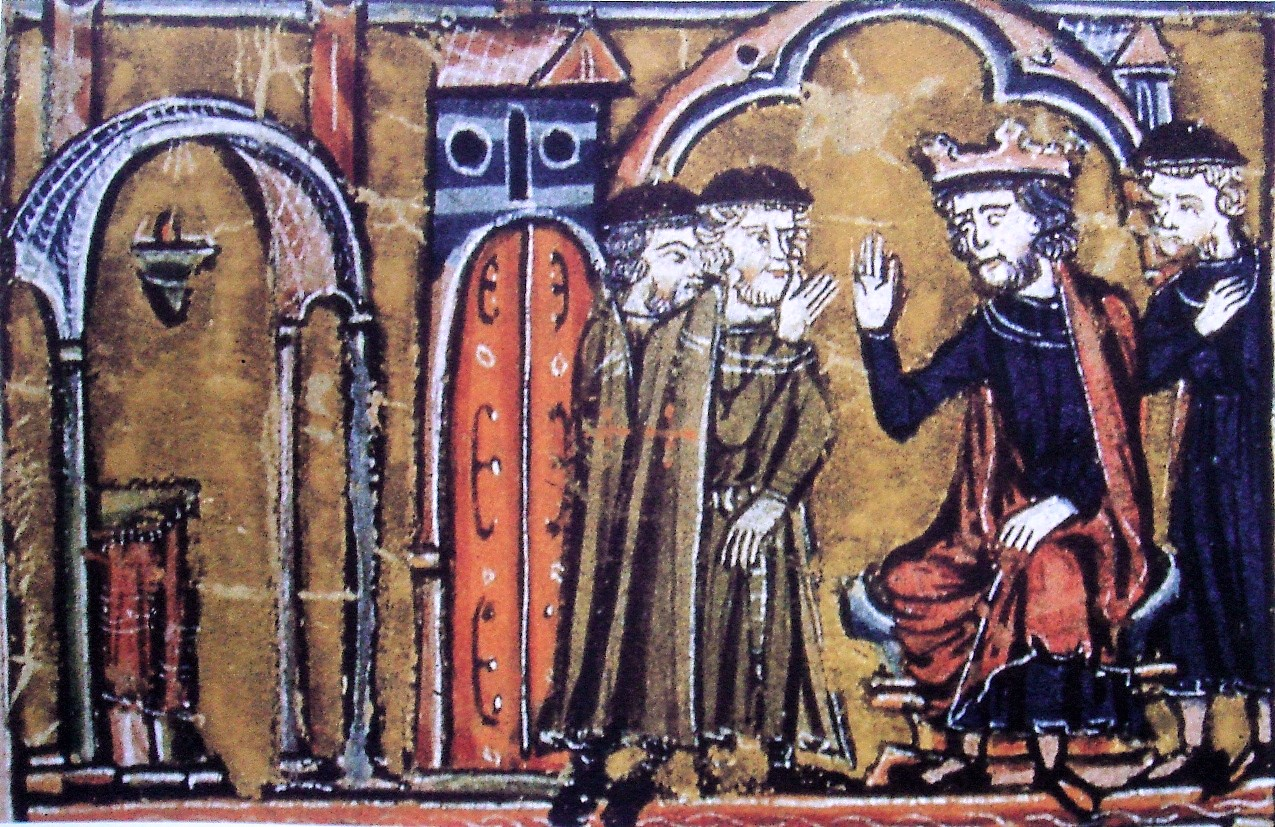
Gottfrid av Saint-Omer och Hugo av Payens möter Balduin II av Jerusalem vid al-Aqsamoskén.

Gottfrid av Saint-Omer ska ha varit en av de två riddare (den andre var Hugo av Payens) som grundade Tempelherreorden omkring 1118. Lite är känt om honom, möjligen stammade han från familjen som styrde i Saint-Omer i dagens norra Frankrike.